# Distrikt Lince
Der Distrikt Lince ist einer der 43 Stadtbezirke der Region Lima Metropolitana in Peru. Er besitzt eine Fläche von 3,03 km². Beim Zensus 2017 wurden 54.711 Einwohner gezählt. Im Jahr 1993 lag die Einwohnerzahl bei 62.938, im Jahr 2007 bei 55.242. Der Distrikt wurde am 29. Mai 1936 gegründet.

## Geographische Lage
Der Distrikt Lince liegt 4 km südlich vom Stadtzentrum von Lima auf einer Höhe von etwa 117 m. Der Distrikt misst etwa 3 km Nord-Süd-Richtung sowie 2,7 km in Ost-West-Richtung. Er grenzt im Norden an die Distrikte Jesús María und Lima (Cercado de Lima), im Osten an den Distrikt La Victoria sowie im Süden und Westen an den Distrikt San Isidro.